# سراوک

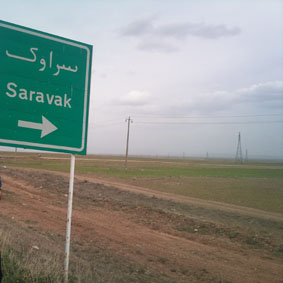
Saravak

سراوک، روستایی از توابع شهرستان فامنین در استان همدان ایران است.

## جمعیت
این روستا در دهستان خرم‌دشت قرار دارد و براساس سرشماری مرکز آمار ایران در سال ۱۳۹۵، جمعیت آن ۱۳۶۳ نفر (۴۱۸خانوار) بوده‌است.